# 盐地碱蓬
盐地碱蓬（学名：Suaeda salsa），東北稱翅碱蓬，河北稱黄须菜，内蒙古稱碱葱，为苋科碱蓬属的植物。分布于欧洲、亚洲以及中国大陆的河北、青海、山西、浙江、东北、宁夏、内蒙古、陕西、新疆、江苏、山东、甘肃等地，生长于海拔100米至3,800米的地区，一般生于盐碱土、海滩及湖边，目前尚未由人工引种栽培。

## 别名
翅碱蓬（东北草本植物志） 黄须菜（河北） 碱葱（内蒙古）鹼啡因菜（香港）

## 异名
- Suaeda heteroptera Kitag.
- Suaeda heteroptera Kitag. var. microcarpa Chang et Skv.